# Reino de Zimbabue

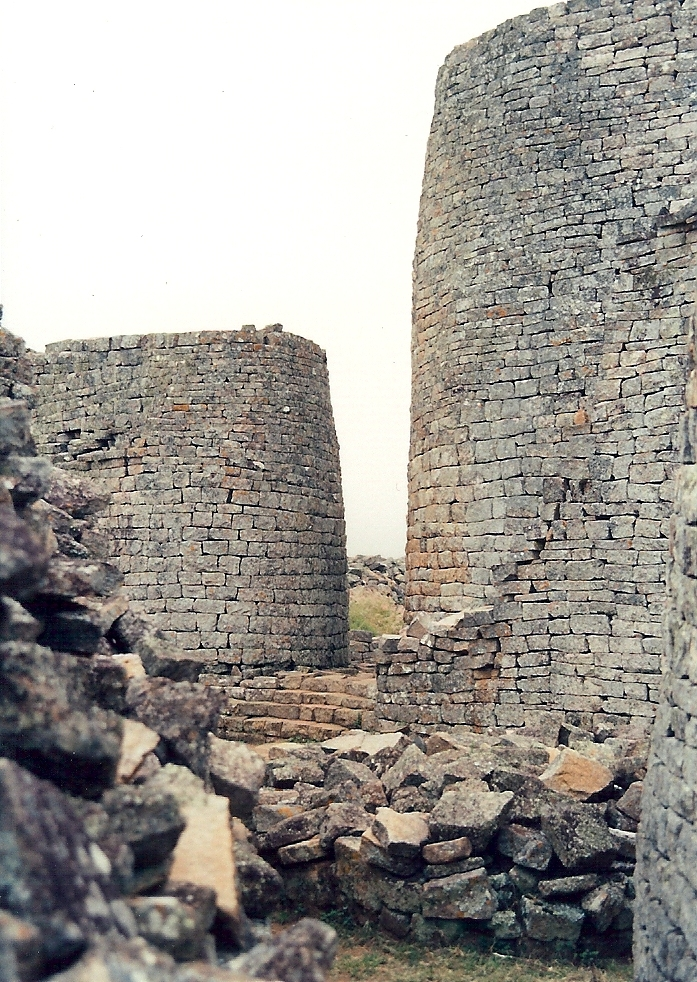
Torres de la Gran Zimbabue

El Reino de Zimbabue (c. 1000-1450) fue un reino medieval de BaKaranga ubicado en el actual Zimbabue. Su capital, Lusvingo, ahora llamada Gran Zimbabue, es la mayor estructura de piedra del África meridional precolonial. Este reino surgió tras el colapso del Reino de Mapungubwe. Tras el colapso del reino de Lusvingo, los BakaLanga establecieron un nuevo reino en Khami, al que siguieron la dinastía rozvi en Nalatale y Dlodlo. Este reino fue destruido por los Nguni, primero Zwangendaba y más tarde Mzilikazi.

## Nombre
Zimbabue es el nombre moderno que se le ha dado a la civilización precolonial más prominente del sur de África. El nombre deriva de uno de dos posibles términos: el Shona (dzimba dze mabwe o "grandes casas de piedra") o Kalanga (Nzi we mabwe o "Casa de Piedra").

## Origen
Aunque el Reino de Zimbabue se estableció formalmente durante el periodo medieval, las excavaciones arqueológicas en la región sugieren que la formación del estado aquí fue considerablemente más antigua. A principios del siglo XI, se cree que los habitantes del Reino de Mapungubwe, en el sur de África, se establecieron en la meseta de Zimbabue. Allí establecerían el Reino de Zimbabue alrededor de 1220. Los registros del siglo XVI dejados por el explorador João de Barros indican que el Gran Zimbabue parece haber sido habitado todavía a principios del siglo XVI.

## Cultura y expansión
Los gobernantes de Zimbabue trajeron las tradiciones artísticas y de la cantería de Mapungubwe. La construcción de elaborados edificios y muros de piedra alcanzó su apogeo en el reino. La institución del mambo también se usó en Zimbabue, junto con una estructura de clase de tres niveles cada vez más rígida. El reino gravaba a otros gobernantes en toda la región. El reino fue compuesto sobre de 150 tributarios establecidos en sus propios zimbabwes de menor importancia. Establecieron regla sobre un área más amplia que el Mapungubwe, el Butua o el Mutapa.

## Economía
El Reino de Zimbabue controlaba el comercio de marfil y oro desde el interior hasta la costa sureste de África. Los productos asiáticos y árabes se podían encontrar en abundancia en el reino. También se practicaba la domesticación económica, que había sido crucial para los primeros estados proto-Shona. El pueblo del Gran Zimbabue extraía minerales como el oro, el cobre y el hierro. [cita requerida]

## Ascenso de Mutapa y declive de Zimbabue
Aproximadamente en 1430 el príncipe Nyatsimba Mutota del Gran Zimbabue viajó al norte a la región del Dande en busca de sal. Luego derrotó a los tonganos y a los tavaros con su ejército y estableció su dinastía en la colina de Chitakochangonya. La tierra que él conquistó se convertiría en el Reino de Mutapa. En una generación, Mutapa eclipsó al Gran Zimbabue como el poder económico y político de Zimbabue. Para 1450, la capital y la mayor parte del reino habían sido abandonada.

## Repercusiones
El fin del reino resultó en la fragmentación del poder de los protohontes. Dos bases emergieron a lo largo de un eje norte-sur. En el norte, el Reino de Mutapa continuó e incluso mejoró la estructura administrativa de Zimbabue. No continuó la tradición de la cantería en la medida de su predecesor. En el sur, el Reino de Butua se estableció como una versión más pequeña, pero casi idéntica, de Zimbabue. Ambos estados fueron finalmente absorbidos por el más grande y poderoso de los estados de Kalanga, el Imperio Rozwi.